# 한국역술인협회
한국역술인협회(韓國曆術人協會)는 1972년에 설립된 문화체육관광부 산하 사단법인이다. 소재지는 서울특별시 강남구 학동로 1길 14, 역우회관 3층에 위치하고 있다.

## 같이 보기
- 역학 (철학)